# Горньї Рогатець
Горньї Рогатець (словен. Gornji Rogatec) — поселення в общині Гросуплє, Осреднєсловенський регіон, Словенія. Висота над рівнем моря: 407,3 м.